# Sheij Tabarsí

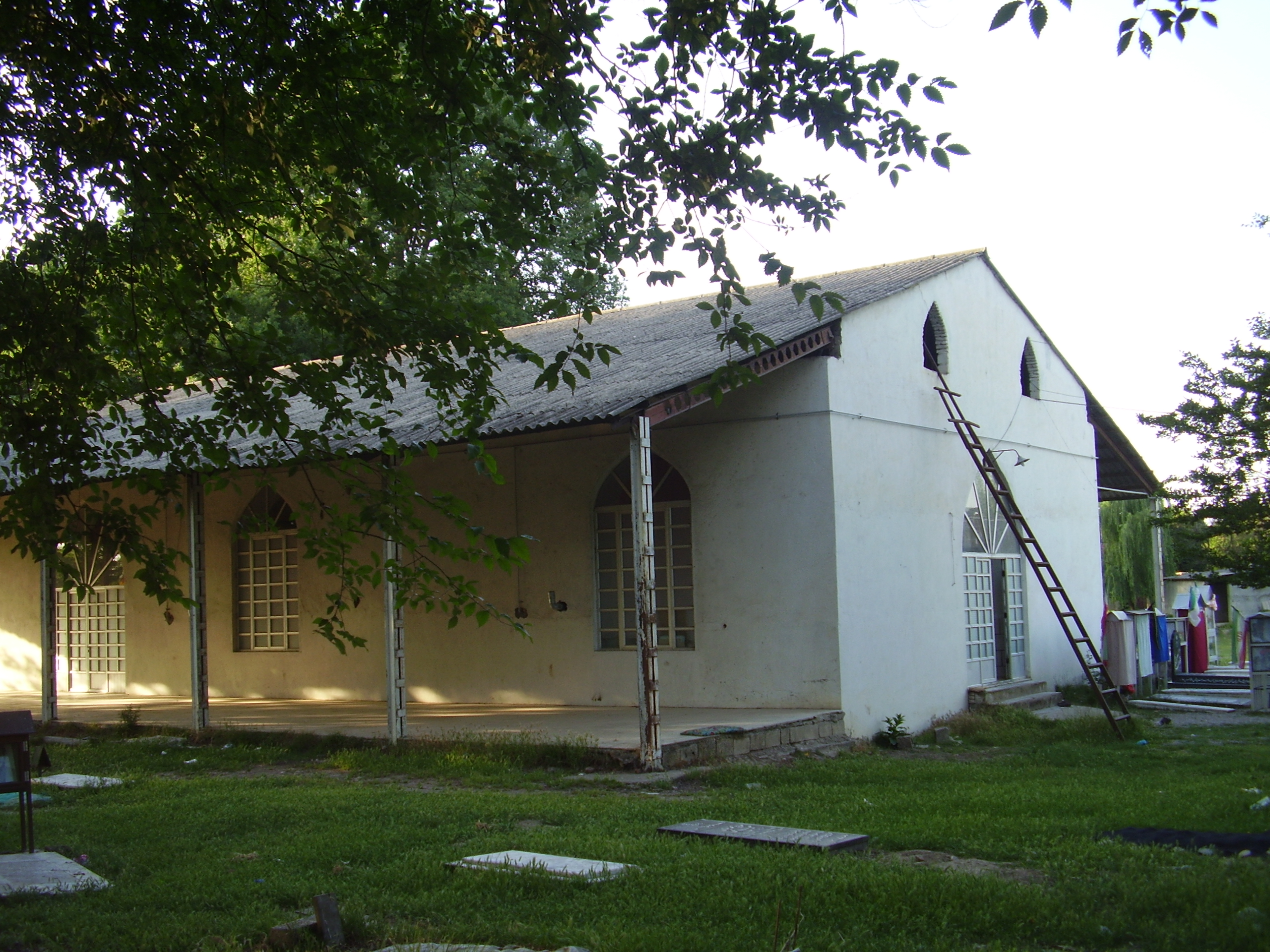
Tumba del Sheij Tabarsí.

Faḍl ibn Ḥasan al-Ṭabarsí (en árabe, فضل بن حسن الطبرسي; en persa, فضل بن حسن تَفرِشی) conocido como Sheij Tabarsí, fue un académico chií persa del siglo XII que murió en el año 1153 d. C. (548 d.H.) 

## Biografía
No está claro el lugar de su nacimiento: algunos dicen que nació en el año 470 de la Hégira (1077-78) en la región persa de Tabaristán (actual Mazandarán) mientras que otras dicen que nació en Ṭabris (Ṭabrish), pueblo entre Qāshān e Iṣfahān.
Vivió en Mashhad, en el Jorasán, y después se mudó en el año 523 del calendario lunar islámico a Sabzevar, donde escribió su famosa obra el Kitāb maŷmaʿ al-Bayān fī ʿulūm al-Qurʾān. Volvió después a Mashhad donde algunos pensaron que murió a la edad de noventa años y fue sepultado en Mashhad en el año 548 de la Hégira.

### Obras
Era experto en varias ciencias islámicas y no islámicas tales como la gramática árabe, la exégesis coránica, el derecho islámico, las matemáticas y el álgebra. En la obra Maŷmaʿ al-Bayān rebate la opinión prevaleciente chií sobre la autenticidad del Corán, fuente de controversias entre algunos suníes y orientalistas, declarando:

No hay consenso [entre los sabios chiíes] que no hay ninguna adición [en el Corán]. Con respecto a las [presuntas] partes que faltan, un grupo de nuestros asociados y un grupo de la secta Hashawiyya entre los no chiíes, han creído en la alteración del Corán y [que] no le faltan partes. Es todavía la válida opinión de la escuela de nuestros miembros que cree lo contrario [es decir, en el Corán no falta nada ni hay ninguna parte alterada]
"(ʿ Maŷma al-Bayan, vol. 1, p. 15).

Aparte del Maŷmaʿ al-Bayān, escribió otros libros de exégesis coránica, como el Ŷawāmiʿ al-Ŷamiʿ (también llamado Tafsīr al-wasīṭ) y el 'al-Kāfī al-shāfī min kitāb al-Kaššāf (síntesis del tafsir de Zamajšarí), también llamado Kitāb al-waŷīz. Escribió también el Tāŷ al-mawālīd, una biografía sobre Mahoma, su hija Fátima y los imam chiíes.
Su hijo, Ḥasan ibn Faḍl al-Ṭabrisī, fue autor de otra célebre obra sobre las tradiciones de Mahoma y del Ahl al-Bayt, titulada Makārim al-ajlāq (La elevación moral).

### Tumba
Se discute si la localización de su tumba se encuentra en el complejo del Santuario del Imam Reza o si está en Mazandarán. Su obra principal es el Maŷma‘ al-bayān, un comentario del Corán.
La tumba localizada en Mazandarán es la localización de la batalla que tuvo lugar entre las fuerzas del Shah de Persia y los babíes, seguidores de El Báb, entre el 10 de octubre de 1848 y el 10 de mayo de 1849.